# Monument de la fraternité d'armes (Varsovie)
 (septembre 2018).
Le Monument de la fraternité d'armes est un monument construit en 1945 et qui jusqu'à 2011, était situé Plac Wileński, à l'intersection d'Aleja Solidarności et d'Ulica Targowa (pl) dans l'arrondissement de Praga-Północ à Varsovie. 

## Histoire
Construit en 1945, le monument était censé commémorer la lutte commune des soldats polonais et soviétiques contre l'Allemagne nazie et rendre hommage aux quelque 600 000 soldats de l'Armée rouge morts sur le sol polonais pendant la Seconde Guerre mondiale.
En 2011, il a été temporairement démonté pour permettre la réalisation de la ligne 2 du métro de Varsovie et pris en charge par les restaurateurs. Vestige de l'ère communiste, il n'a pas été réinstallé depuis.

## Sources
- (pl) Cet article est partiellement ou en totalité issu de l’article de Wikipédia en polonais intitulé « Pomnik Braterstwa Broni w Warszawie » (voir la liste des auteurs).

- (en) Cet article est partiellement ou en totalité issu de l’article de Wikipédia en anglais intitulé « Monument to Brotherhood in Arms » (voir la liste des auteurs).